# 老鹳草单囊壳
老鹳草单囊壳（学名：Sphaerotheca fugax）是属于白粉菌目白粉菌科单囊壳属的一种真菌，寄生在老鹳草属植物上。该种分布于中国、俄罗斯、波兰、捷克斯洛伐克、奥地利、北美等地。